# Fjäderorm

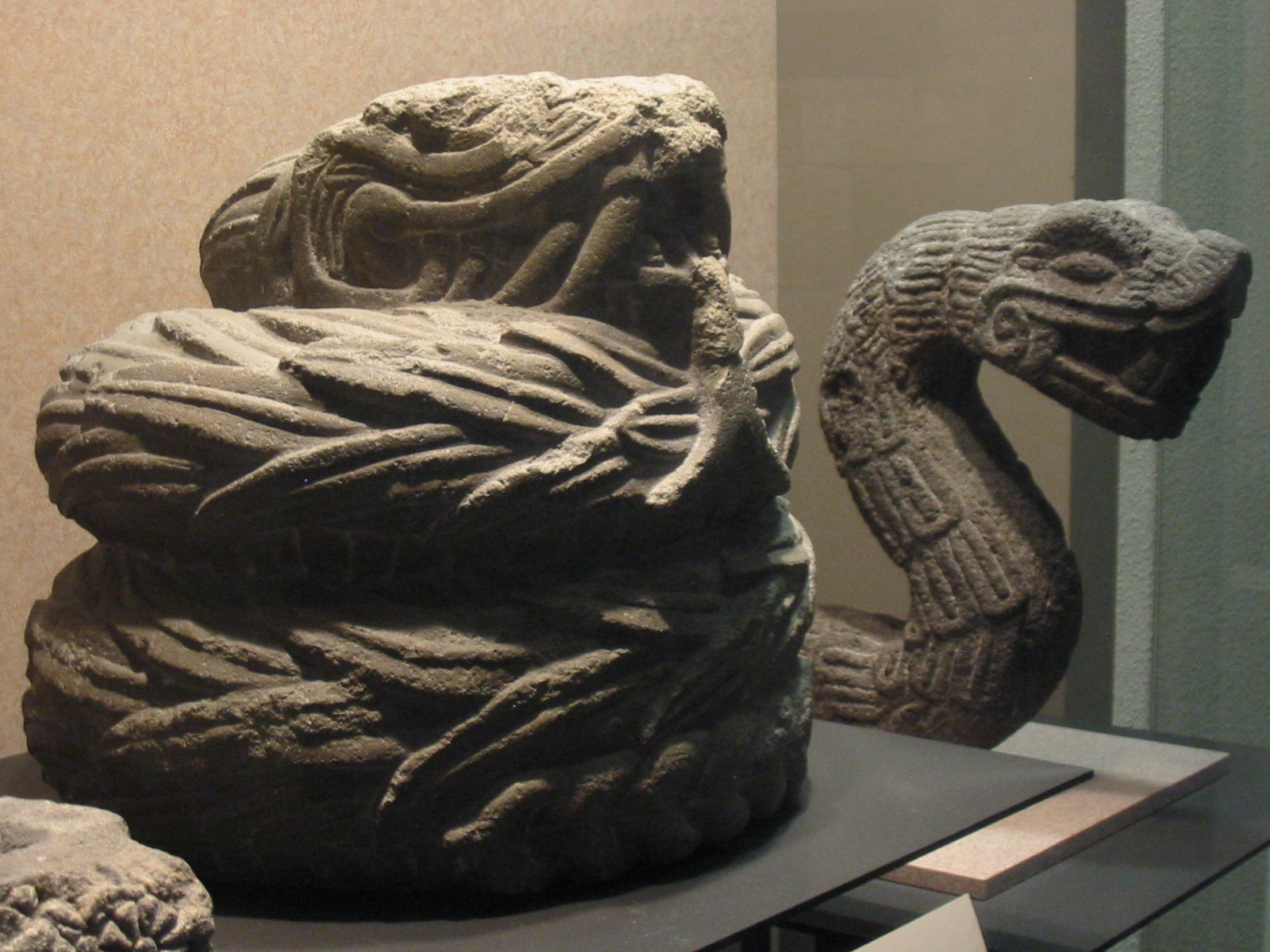
Aztekiska stenskulpturer av fjäderormar.

Fjäderormar (aztekiska: quetzalcōātl, ”quetzalfjädrad orm”, mayaspråk: k’uk’ulkan, ”befjädrad orm”, gucumatz, ”quetzalorm”) är framträdande former av drakar, gudar och andra övernaturliga väsen i mesoamerikansk mytologi vilka har skepnaden av fjädrade ormar. De kallas fortfarande efter olika ormgudar av ursprungsbefolkningen: quetzalcóatl av azteker, kukulcán av yukatekfolk och gucumatz samt tohil av quichéfolk etc.

## Galleri

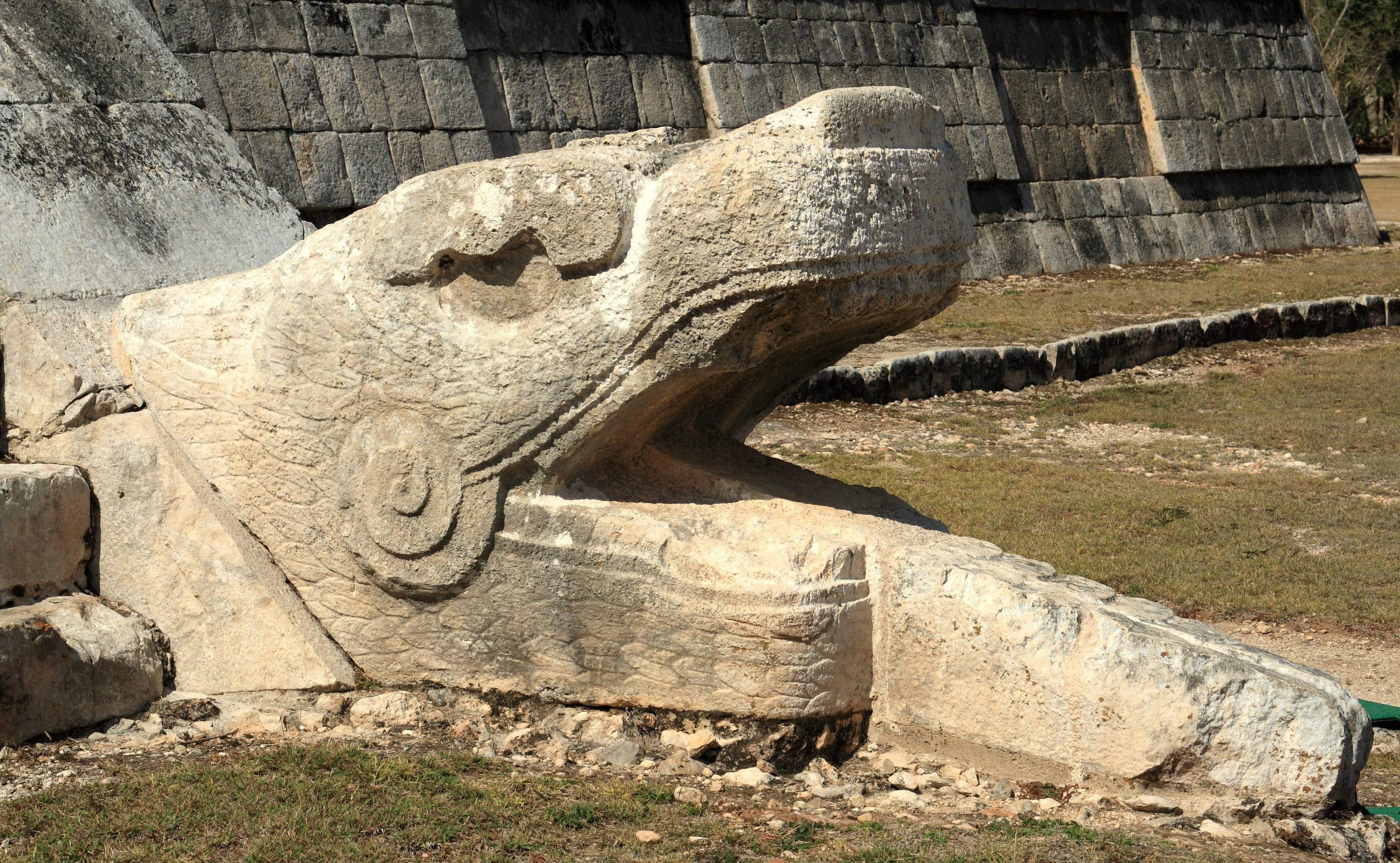
Ormguden Kukulcán.
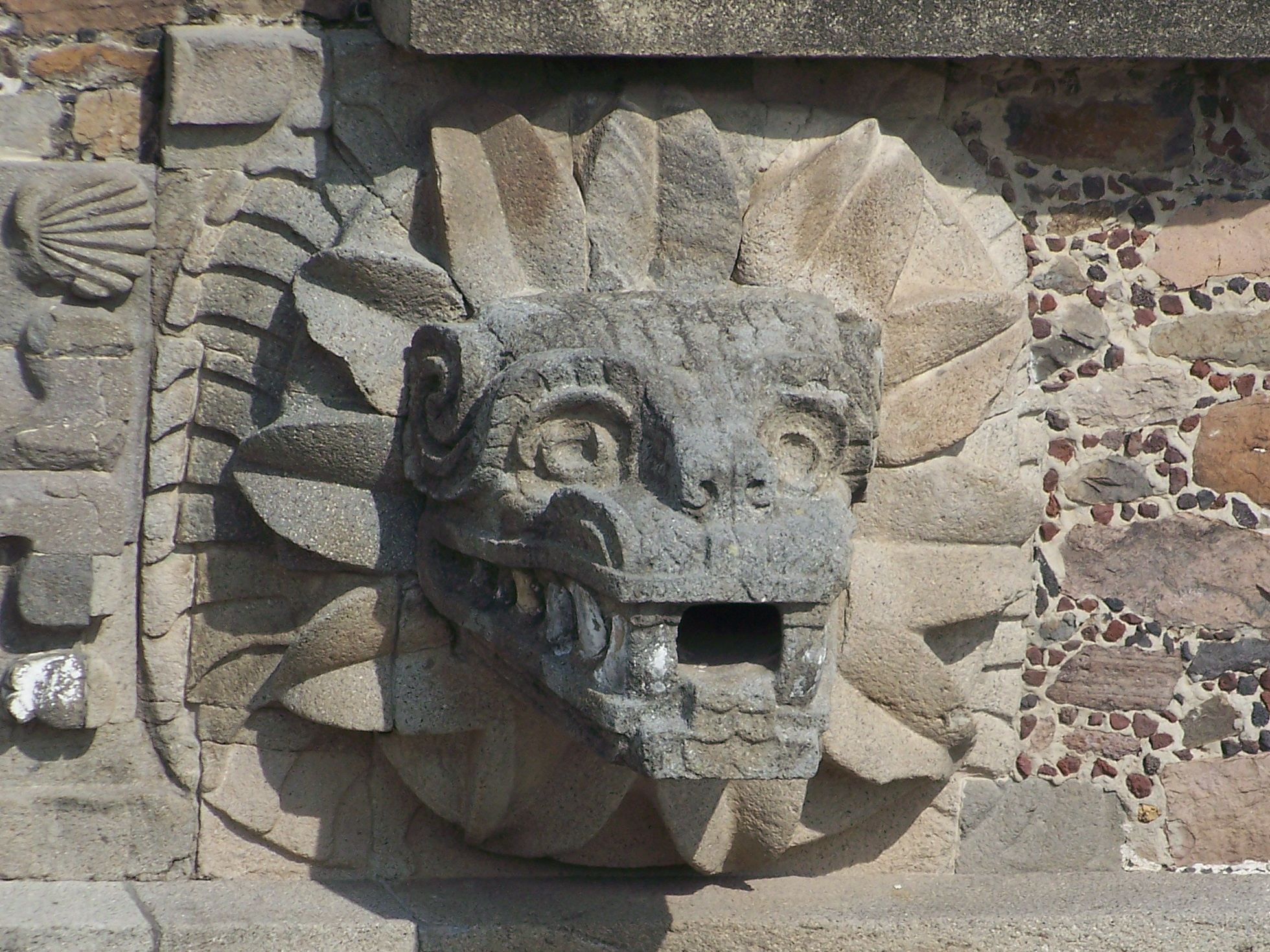
Fjäderorm på Fjäderormstemplet vid Teotihuacan(en).